# اولیویا سینت
اولیویا سینت (به انگلیسی: Olivia Saint) بازیگر پورنوی آمریکایی است.

## جایزه‌ها
- ۲۰۰۲ جایزه ایکس‌آرسی‌او، برنده جایزه زن دلفریب گمنام